# Tetov

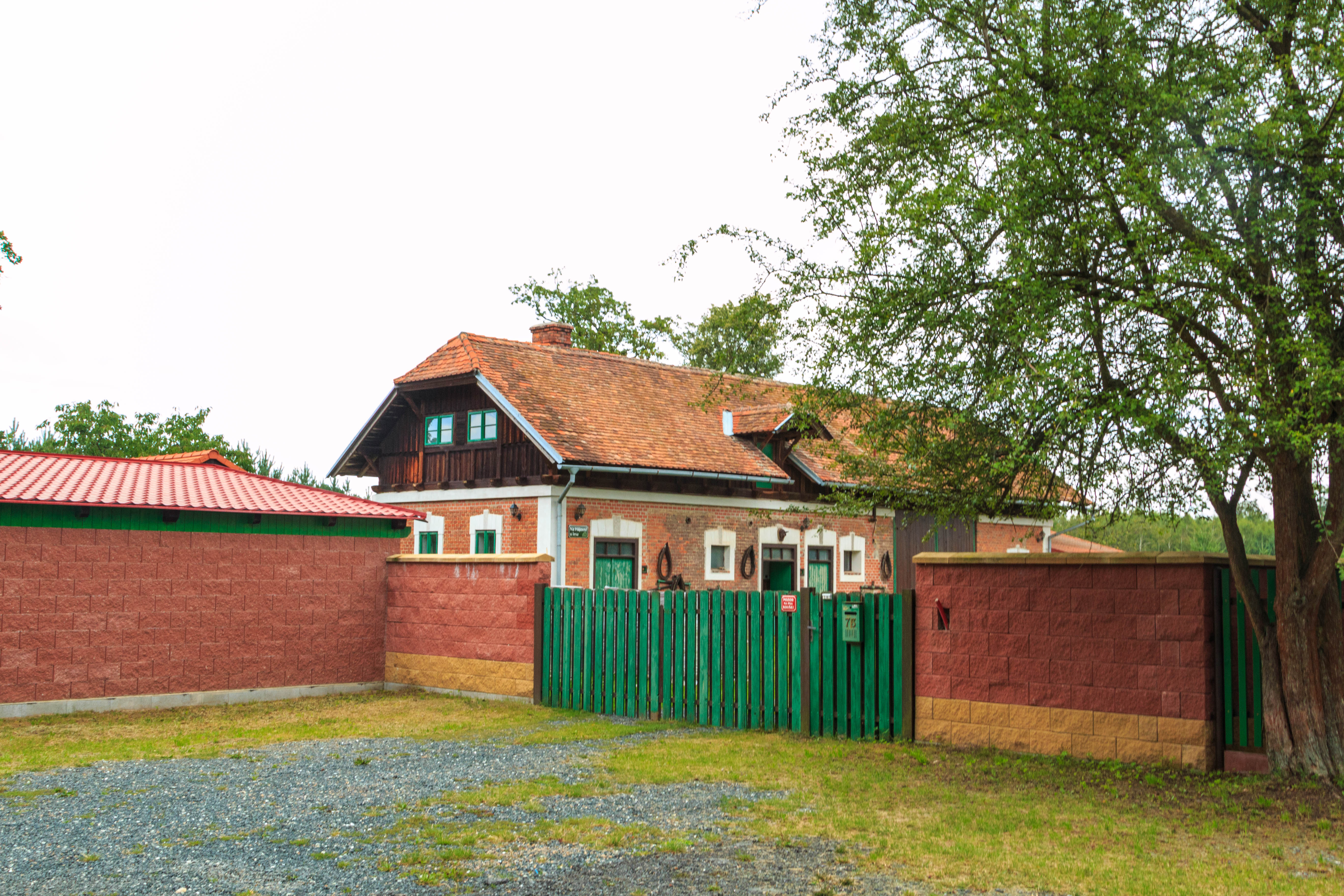
Jägerhaus

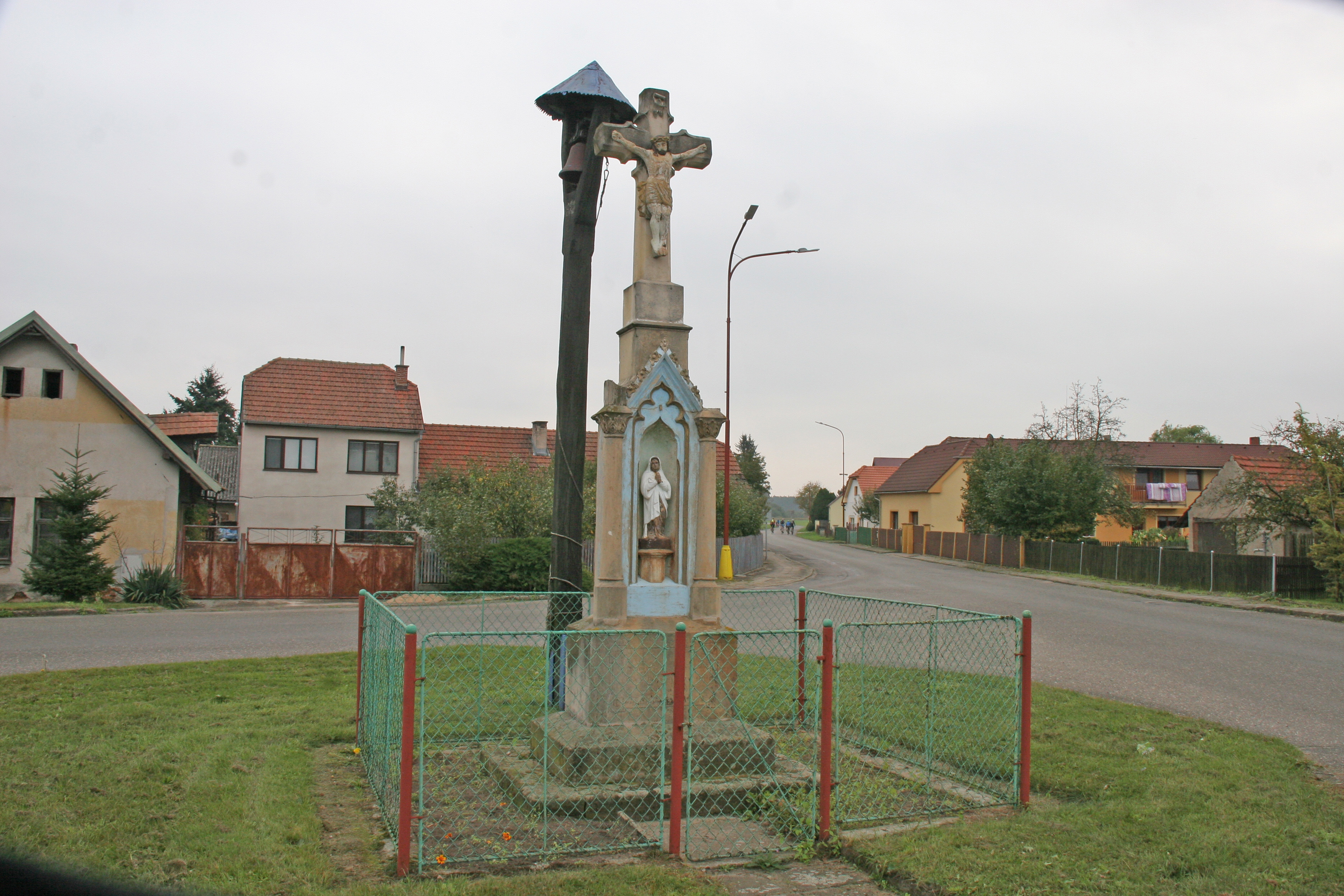
Kreuz und Glockenbaum

Tetov (deutsch Tettau) ist eine Gemeinde in Tschechien. Sie liegt acht Kilometer nordöstlich von Týnec nad Labem und gehört zum Okres Pardubice.

## Geographie
Das von ausgedehnten Wäldern umgebene Dorf Tetov befindet sich linksseitig des Grabens Vchynická svodnice in der Středolabské tabule (Tafelland an der mittleren Elbe).  
Nachbarorte sind Kundratice, Bílé Vchynice, Pamětník und Chárovna im Norden, Štít und Újezd u Přelouče im Nordosten, Kolesa im Osten, Chaloupky, Kladruby nad Labem und Na Sklepích im Südosten, V Mošnicích, Dvůr und Selmice im Süden, Labské Chrčice und Hlavečník im Südwesten, Uhlířská Lhota und Lipec im Westen sowie Rasochy und Rozehnaly im Nordwesten.

## Geschichte
Die erste Erwähnung der am Teich Rutwas gelegenen Einschicht Dlouhá Hráz erfolgte 1716. Im Theresianischen Kataster von 1757 sind für Dlouhá Hráz einige Chaluppen aufgeführt.
Tetov wurde 1791 im Zuge der Raabisation durch den Besitzer der Fideikommissherrschaft Chlumetz, Franz Ferdinand Graf Kinsky von Wchinitz und Tettau auf den trockengelegten und emphyteutisierten Gründen am Damm des Rutwas gegründet. Benannt wurde das Dorf nach dem Familiennamen seines Gründers.
Im Jahre 1833 bestand das im Bidschower Kreis gelegene Dorf Tettau aus 30 Häusern, in denen 260 Personen, darunter zwei protestantische Familien lebten. Pfarrort war Žiželitz. Bis zur Mitte des 19. Jahrhunderts blieb Tettau der Fideikommissherrschaft Chlumetz untertänig.
Nach der Aufhebung der Patrimonialherrschaften bildete Tetov ab 1849 einen Ortsteil der Gemeinde Kundratice im Gerichtsbezirk Chlumetz. Ab 1868 gehörte das Dorf zum Bezirk Neubydžow. 1869 hatte Tetov 307 Einwohner und bestand aus 44 Häusern. Zu Beginn des 20. Jahrhunderts wurde das Dorf alternativ auch als Dlouhá Hráz bezeichnet. Im Jahre 1900 lebten in Tetov 334 Menschen, 1910 waren es 376. 1930 hatte Tetov 375 Einwohner und bestand aus 75 Häusern. 1937 löste sich Tetov von Kundratice los und bildete eine eigene Gemeinde. Während der deutschen Besetzung war Tetov erneut nach Kundratice eingemeindet. Nach dem Ende des Zweiten Weltkrieges erfolgte die Aufhebung der Eingemeindung. Im Jahre 1949 wurde die Gemeinde dem Okres Přelouč zugeordnet, seit 1960 gehört Tetov zum Okres Pardubice. In den 1980er Jahren entstanden Pläne zur Errichtung eines Kernkraftwerk auf dem Kataster der Gemeinde, das die Hauptstadt Prag sowie den Ballungsraum Hradec Králové, Pardubice und Chrudim, später auch die Regionen Kolín, Kutná Hora und Čáslav mit Fernwärme versorgen sollte. Am 1. April 1984 erfolgte die Eingemeindung nach Kladruby nad Labem. Seit dem 24. November 1990 besteht die Gemeinde Tetov wieder. Beim Zensus von 2001 lebten in den 88 Häusern der Gemeinde 156 Personen. Der Kernkraftwerkstandort Tetov wurde auch nach der Samtenen Revolution im Bebauungsplan fortgeschrieben; 2006 erfolgte die Genehmigung eines neuen Bebauungsplans, in dem das Kraftwerk nicht mehr enthalten ist.

## Sehenswürdigkeiten
- Jägerhaus, Kulturdenkmal
- Steinernes Kreuz auf dem Dorfplatz
- Glockenbaum auf dem Dorfplatz
- Gedenkstein für die Gefallenen beider Weltkriege